# Marcos Rosenbaum Pitluck
Marcos Rosenbaum Pitluck (Ciudad de México; 26 de febrero de 1935) es un físico, químico, profesor e investigador mexicano de origen judío. Se desempeñó como director del Instituto de Ciencias Nucleares de la Universidad Nacional Autónoma de México durante 20 años; en 2011 fue nombrado investigador emérito de dicha institución.

## Biografía
Nació el 26 de febrero de 1935 en Ciudad de México, siendo hijo de Fanny Pitluk y Gerson Rosenbaum. Creció en el céntrico barrio de Tepito donde fue vecino de Pablo Rudomín y Samuel Gitler; quienes más tarde se convertirían en destacados científicos en México. Estudió ingeniería química en la facultad de ciencias de la Universidad Nacional Autónoma de México. Posteriormente cursó una maestría y doctorado en ciencias nucleares en la Universidad de Míchigan. Al concluir, se mudó a Santa Barbara, California, donde estuvo ocho años en el centro de estudios avanzados de General Electric.
En 1971 se convirtió en profesor del Centro de Estudios Nucleares (ahora Instituto de Ciencias Nucleares) de la Universidad Nacional Autónoma de México. Los primeros trabajos del Dr. Rosenbaum se centraron en la teoría de dispersión de neutrones, de importancia teórica como una herramienta fundamental para la comprensión de la dinámica de sistemas macroscópicos. En paralelo, sus estudios sobre la formulación cuasi-probabilística de la mecánica cuántica, le llevaron a contribuir en un trabajo precursor sobre la aplicación del método de cuantización de Weyl-Wigner-Groenewold-Moyal a la mecánica cuántica estadística, que se considera uno de los clásicos en el área, y 35 años después de su aparición, aún es citado.
Entre 1976 y 1980 se desempeñó como director del Centro de Estudios Nucleares, durante su administración se llevaron a cabo las obras de la primera ampliación que comprendieron la remodelación de uno de los edificios existentes y la construcción de otro que actualmente alberga laboratorios, la unidad de cómputo, un auditorio, cubículos y las oficinas de la dirección.
La obra principal de Marcos Rosenbaum fue la consolidación del Centro de Estudios Nucleares (CEN), y prueba de sus logros es la transformación del mismo a lo que es hoy el Instituto de Ciencias Nucleares (ICN). Habiendo recibido el CEN en 1976, dedicó un esfuerzo extraordinario a su renovación y desarrollo así como una larga serie de actividades, que aunadas a su capacidad para concebir, no sólo el fin, sino los medios adecuados para lograrlo, llevaron a construir uno de los más grandes institutos de la UNAM, siendo su director fundador y ocupando el cargo de 1988 a 1996.
Sus publicaciones científicas han recibido casi 700 citas. Su amplitud de intereses científicos, los seminarios permanentes que ha organizado a lo largo de los años, y las actividades de divulgación y difusión que ha impulsado, le han permitido contribuir de manera esencial a la consolidación de campos de la física poco cultivados en México. En 2011 el consejo universitario de la UNAM aprobó por unanimidad su nombramiento como investigador emérito.

## Premios, distinciones y membresías
- Investigador emérito (UNAM, 2011)[2]
- Nombramiento de la Biblioteca Marcos Rosenbaum Pitluck (UNAM, 2015)[4]
- Reconocimiento al Mérito Universitario (UNAM, 2021)[4]
- Miembro de la Academia de Ingeniería México[1]
- Miembro de la Academia Mexicana de Ciencias[5]

## Vida personal
Está casado con Miriam Emir y tiene una hija Tamara Rosenbaum Emir, quien se desempeña como investigadora titular del departamento de Neurociencia Cognitiva del Instituto de Fisiología celular de la UNAM.